# Neidingen
Neidingen est un village de la commune belge de Saint-Vith (en allemand : Sankt Vith) située en Communauté germanophone et en Région wallonne dans la province de Liège.
Avant la fusion des communes de 1977, Neidingen faisait partie de la commune de Lommersweiler.
Le 31 décembre 2015, le village comptait 195 habitants.

## Situation
Neidingen est un petit village traversé du nord au sud par la Braunlauf, un ruisseau affluent de l'Our entre les villages de Galhausen (en amont) et Lommersweiler (en aval).
Le village se situe à 4 km au sud de la ville de Saint-Vith. L'altitude au pont sur la Braunlauf est de 405 m.

## Patrimoine
La petite église dédiée à Saint Antoine de Padoue a été bâtie entre 1868 et 1872 d'après les plans de l'architecte Johan Peters. Elle comprend un clocheton carré, une seule nef de trois travées et un chevet à trois pans prolongé par la sacristie. L'église recouverte de crépi blanc se trouve au bord de la Braunlauf (en rive gauche).